# Татарская литература
Татарская литерату́ра — литературные произведения татарского народа и представителей иных национальностей, воспитанных в традициях татарского народа.

## Средневековая литература

Кул Шариф (? — 1552). Татарский поэт, имам и религиозный деятель.

Татарская литература имеет древнюю историю. До внедрения книгопечатания древние татарские книги, написанные арабской графикой, переписывались от руки. Широко распространялись рукописи Корана, другой духовной литературы, учебные книги. Наивысшего развития татарская рукописная книга достигла в период расцвета татарской государственности — в XIV—XVI веках.
Сейчас множество экземпляров татарских рукописных книг хранятся в фондах библиотек и музеев Казани, Санкт-Петербурга, Москвы и Уфы, в меньшей степени — Астрахани, Тюмени, Средней Азии, Турции и других стран, однако существует проблема недостатка исследований в этой области, переводов, оцифровки.
Нужно отметить, что в Средневековье в татарских государствах литература других тюркских народов считалась «своей», например произведения суфийских поэтов Туркестана Ахмеда Ясfви и Сулеймана Бакыргани (XII век).
Одним из самых ранних известных нам и произведений национальной татарской литературы считается, написанное в начале XIII века известным поэтом Кул Гали, поэтическое произведение «Кысса-и-Йусуф».
В первой половине XVI века, когда культура Казанского ханства переживала расцвет, творили такие авторы как Мухаммедьяр, Гарифбек, Кул Шариф и другие. Казанский хан Мухаммед Эмин, бывший также и поэтом, оставил стихи, в которых в гневных тонах описывает Тамерлана из-за разрушение им Булгара. Перу Мухаммедьяра принадлежат поэмы «Тухфаи мардан» («Дар мужей») и «Нури содур» («Свет сердец»), в которых он воспевает справедливость и милосердие.
Во второй половине XVI века, находясь в московском плену, дипломат Аднаш ибн Адниш написал трактат «Сирадж ал-колюб» («Светоч сердец»), в котором в иносказательной форме, он размышляет о причинах поражения в 1552 году.
К образцам литературы сибирских татар можно отнести шежере (сацара) — генеалогии родов. Помимо информации о родословной того или иного рода в этих источниках сосредоточена информация о членах рода и их участии в различных исторических событиях. Шежере древних родов получили письменную форму (изначально существовали в устной). В 1877 году В. В. Радлов перевёл и опубликовал краткий вариант «Шежере рисалясе» («Трактат о генеалогии»), записанной Ходжой Шакаром в г. Тобольске со слов Шарбати-шейха (XVII век). В 1977 году в селе Бегишево (Пәйеш) Вагайского района Тюменской области обнаружен новый список «Трактата…», что свидетельствует о разработанной методике составления и нормированности шежере. В «Трактате…» рассказывается об истории рода сибирских татар из г. Тары (Омская область), взаимоотношениях Кучума с Бухарой, о направлении по просьбе Кучума ханом Бухары Абдуллой исламских миссионеров в Сибирь. На базе шежере составлена «Тетрадь Ахметчана Гизетдина» (записана в 1914—1920 годах на основании древних преданий сибирских татар), хранящаяся в научной библиотеке им. Н. И. Лобачевского Казанского госуниверситета. В ней описана история г. Барабы (Новосибирская область) и г. Тобольска (Тюменская область). К подобного рода жанру относятся тексты «Тарих» («История») из собрания Института восточных рукописей РАН; «Аш-шаджарат ал-авлийа´ мин билад Мавара´аннахр» и «Насаб-нама» из Архива востоковедов в Петербурге, а также недавно найденная шежере «Грамота хранителя Юрумской астаны».
К классическим памятникам татарской литературы в Сибири относятся «Предание тобольских татар о грозном царе Тамерлане», «Предания тобольских татар о прибытии в 1572 году мусульманских проповедников в город Искер», «Предание тобольских татар о Кучуме и Ермаке», «Предание тобольских татар о происхождении киргизского народа», «О религиозных войнах учеников шейха Багауддина против иноземцев Западной Сибири» (автор последней — Саад Ваккас сын Реджеба Аллакулова) и другие. Многие рукописи, посвящённые историческим событиям эпохи Сибирского и Тюменского ханств, утрачены, но ещё в обозримом прошлом были известия о том, что они хранятся в библиотеках местных медресе, в частности, в медресе села Ембаево (Малцын), а «О религиозных войнах…» хранится в архиве письменных источников Тобольского государственного историко-архитектурного музея-заповедника.
В средние века Сибирь была одним из центров суфийской культуры. К представителям средневекового суфизма исследователи относят творчество поэтов Сибири Икани, Кылыч Сайади, Маджлиси. Икани/Айкани являлся одним из шейхов, прибывших в Сибирь с целью распространения ислама, похоронен в Искере. 18 стихотворений этого поэта (с 90-го по 108-е) включены в популярную среди тюркского населения «Книгу Бакырган» (XII—XIII века), состоящую из 143 лирико-философских и лиро-эпических произведений поэтов-суфиев.
Известно творчество поэтов XV века Кылыч Сайади и Маджлиси, биографические данные которых ещё остаются неисследованными. Есть сведения, что Маджлиси был в составе посольства со стороны шейбанидов во дворец Бабура в Самарканд. Им был преподнесён хану «Киссаи Сейфульмулюк» («Поэма Сейфульмулюк»), в котором герои достигают своих целей и находят счастье. Герои произведения «Киссаи Бабахан» («Поэма Бабахан») К. Сайади, проходя через путь испытания любовью, достигают духовного совершенства и погибают.
В 1602—1605 годах карача Сибирского ханства Кадыр-Али-бек перевёл на старотатарский язык труд персидского историка и государственного деятеля Рашид ад-Дина «Джами ат-таварих»(Сборник летописей), посвящённый истории Чингисидов. В этот перевод Кадыр-Али-бек ввёл 9 дастанов (повестей), в которых описываются личности ханов-Чингисидов Сибири. Вступление начинается с посвящения Борису Годунову, где последний рисуется идеальным государем. Первый список этого произведения Кадыра-Али-бека, переписанный в 1641—1642 годах находится в библиотеке Восточного факультета Санкт-Петербургского университета, второй список, переписанный в 1732 году — в Казанском университете.

## Устное народное творчество
Самые распространённые жанры татарского устного творчества — это песни и баиты. Татарские народные песни в большинстве своём состоят из строго рифмованных четверостиший (катренов), которые при этом по содержанию не связанны друг с другом. Напротив, баиты и частушки, сочинялись на одну определённую тему и представляют собой целостное произведение. Богат татарский фольклор также и поговорками, пословицами, сказками-загадками, частушками — свадебными, плясовыми и т. д. («Эпипе», «Башмагум»).

## XVIII век
Первым печатным изданием на татарском языке стал Манифест Петра I по случаю Персидского похода, изданный в 1722 году в походной типографии Петра I.
В XVIII веке творили поэты Мавля Колый и Ибатулла Ишан.
В XVIII веке Хаджаш Шакуром бине Гаввазбаем (псевдоним Амдами) — учёным, поэтом, государственным деятелем из Тобольска — была написана «Насихатнамэ» («Книга наставлений»). Амдами в 1694 году окончил медресе, долгие годы был ахуном Тобольска, 26 января 1703 года завершил поэму. Издана она была в Казани в 1872 году. Первым о «Насихатнамэ» упоминает татарский учёный Риза Фахрутдин. Отмечаются суфийские приёмы в тексте. Поэма носит философско-педагогический характер и направлена на воспитание морально-этических норм.
В 1775 года в Тарском уезде Тобольской губернии просветителем Мухаммедрахимом создаётся «Сборник древних легенд и сказаний», основанный на переводах персидского материала.
В этот же период (XVIII в.) в Сибири было составлено собрание новелл «Маджмугуль хикаят», которое свидетельствует о многосторонности духовного мира сибирских татар.

## XIX век

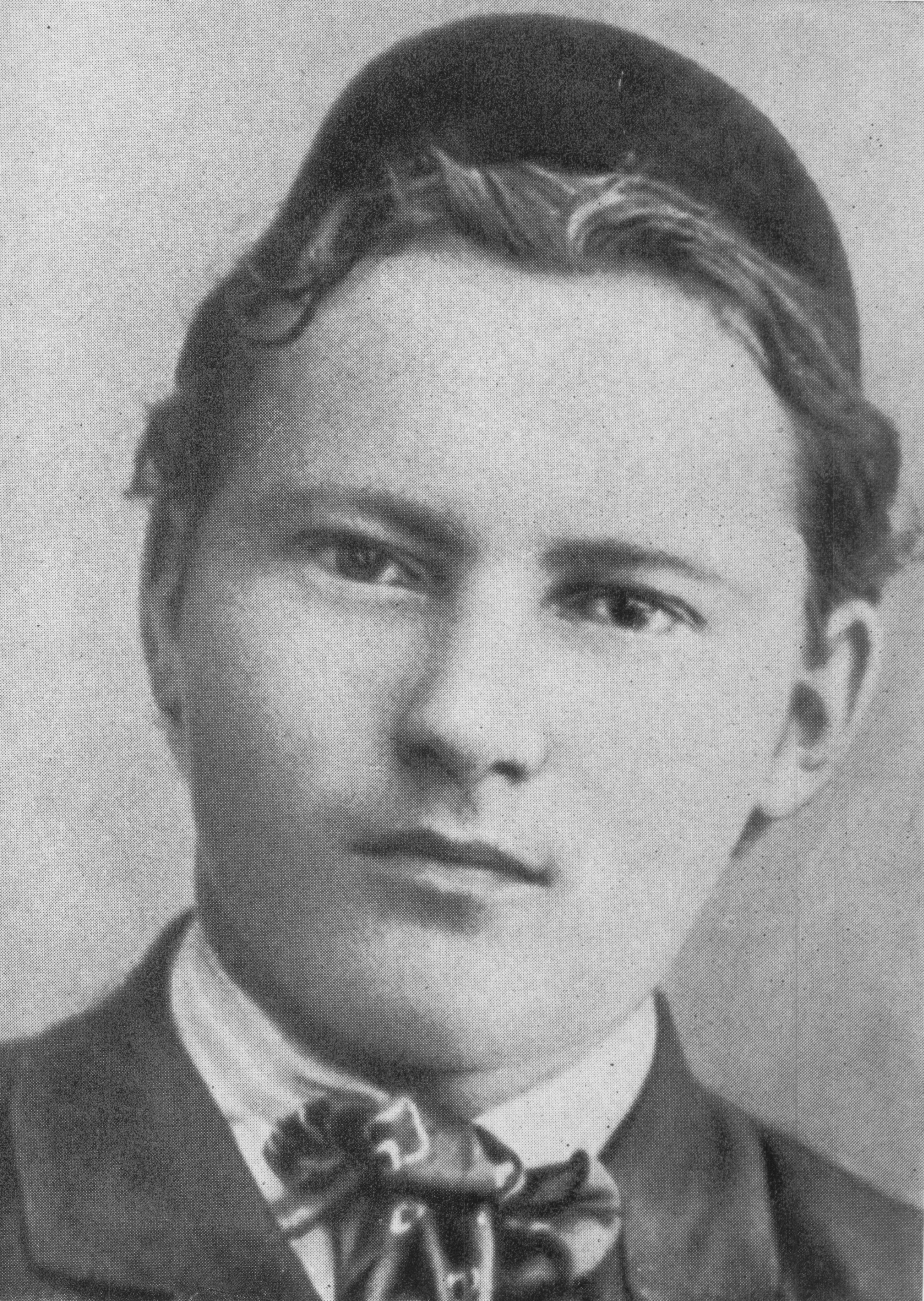
Габдулла Тукай

XIX — начало XX века — период расцвета татарской печатной книги. Всего за 1801—1855 годы в частных типографиях Казани было выпущено 577 татарских книг общим тиражом около миллиона экземпляров, что составило почти треть книг, которые издавались во всех провинциальных типографиях России (исключая Москву и Петербург). В этот период татарские издания широко распространялись и среди других тюркских народов, которые не имели своих печатных изданий. За вторую половину XIX века во всех 14 типографиях Казани издано более 500 татарских книг. Общий тираж составил примерно 1,5 млн экземпляров.
В XIX веке Шамсуддин-суфи и Ч. выделились на фоне других. Заки, а затем драматург Закир Гади, Гали Чокрый (1826—1889), Ризаеддин Фахреддин (1859—1936), Муса Бигиев (1873—1949), З. Бигеев (1870—1902), Мифтахетдин Акмулла (1831—1895), поэт И. Емельянов (1848—1895), драматурги Г. Илиаси (1856—1895), Закир Гади и Ф. Халиди (1850—1923) и историк Шигабутдин Марджани (1815—1889), автор «Мустифад в абхар в Ахвали Казань ве Булгар» (Отчёт о событиях в Казани и Болгаре, 1864). Муса Акъегет написал первый роман «Хисаметдин Менла», Габдрахман Ильяси написал первый театральный набросок «Бичара Кыз» («Несчастная девушка»).
Во второй половине XIX века начал литературную деятельность учитель Ембаевского медресе Маулекай Юмачиков (1834—1910). В 1881 году публикуется его поэма «Эрбет бәете» («Баит об Ирбите»), за которую начинается борьба с цензурой. В 1891 году он издаёт свою первую книгу стихов. Известны его прозаические произведения — две книги религиозного содержания и большое количество поэм.
В конце XIX века начинается поэтическая жизнь уроженки города Томска Бибиханифы Ниязи (Гисматуллиной) (вторая половина XIX века — начало XX века). Первое произведение «Дөреслек якларның ышанулары» («Вера в правдивость») вышло в свет в 1896 году. Сборник стихов «Юаныч» («Утешение») опубликован в 1897 году.
Значимой фигурой рубежа XIX—XX веков в тюрко-мусульманском мире был Абдурашит Ибрагимов. Галимжан Ибрагимов был издателем периодики для мусульман России на татарском, арабском, казахском языках: «Көзге» («Зеркало», 1900—1902, Россия), «Өлфәт» («Дружба», 1904—1907, Санкт-Петербург), «Әл-тилмиз» («Студент», 1904, Санкт-Петербург), «Нәҗат» («Спасение» 1907, Россия), «Сиркә» («Лидер», 1907, Россия), «Ihad-i-Islam» («Святое дыхание ислама», годы гражданской войны, Германия). Известны его произведения: «Чулпан Йолдыз» («Утренняя звезда», 1895, Стамбул), «Галәми ислам» («Мир ислама»), «Тәрҗемәи хәлем» («Автобиография», СПб., 1905—1907), Галәми ислам вә Япониядә интишари исламият (Стамбул, 1910) — собранные из дневниковых записей 1909 года в газету «Бәйан-әл-Хак» (Казань), вышедшие позже материалы в 2 томах; дневниковые записи путешествия по России и Японии (1908) «Дәүре галәм» («По миру», Тюмень, 2007)

## XX век
В XX веке стал известен Галиаскар Камал (1878—1933), основатель в 1901 году газеты «Тааракку» («Прогресс») и издатель журнала «Магариф» («Иллюстрация»). В 1906 году он основал газету «Азад» («Свобода») и «Азад Халык» («Свободные люди»), 1908 по 1909 году сатирический журнал «Яшина» («Иллюстрация»), с 1907 по 1917 годы журнал «Юлдуз» («Звезда»). В 1905 году он опубликовал первый современный роман «Татары», «Тайны нашего города». Он также работал с газетами «Eesh» («Работа») и «Кызыл Байрак» («Красное знамя») и перевёл произведения Николая Гоголя и Максима Горького на татарский язык.
В конце XIX — начале XX века творили классик татарской и башкирской литературы Мажит Гафури (1880—1934), этнограф Каюм Насыри (1825—1902), кряшенский поэт, священник Яков Емельянов.
В 1907 году татарским народным поэтом Габдуллой Тукаем по мотивам татарского фольклора была написана поэма Шурале, также перу этого автора принадлежит много других поэм, в том числе для детей.

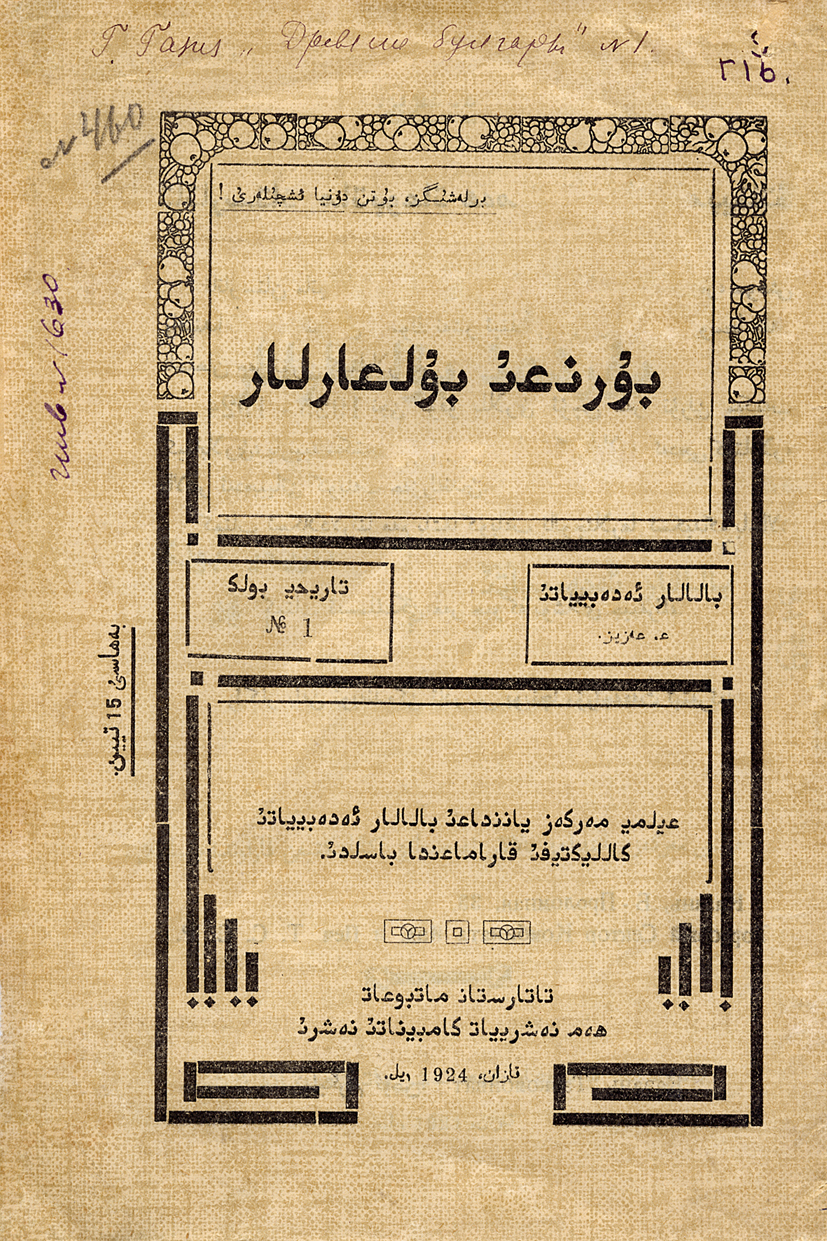
Татарская книга «Древние булгары» 1924 года, написанная на старотатарском

### Советская литература
С 1923 года по настоящее время выходит татарский еженедельный журнал сатиры и юмора Чаян, издаваемый на русском и татарском языках.
После революционного периода авторы выделяются Наки Исанбет (1899—1992), поэт и переводчик Пушкина и Шекспира; Риза Ишмурат (1903—1995),  режиссёр татарского театра; Фатых Карим (1909—1945) — поэт и партизан, с компиляцией Асаарлаар (1957); Лябиба Эйсанова (1923); Карим Тинчурин (1887—1947); Абдурахман Абсалямов (1911—1979), автор «Газинура» (1951), «Ак чәчәкләр» («Белые цветы», 1965) и «Мәңгелек кеше» («Вечный человек», 1960); Абдулла Алиш (1908—1944); Назиб Думави; Мирсаияф Амиров (1906—?); Адель Кутуй (1903—1945); Хади Такташ (1901—1931); Нур Баян (1905—1945); Гумер Баширов (1901—1999); Салих Баттал (1905—1995) — переводчик Пушкина и Маяковского; Тази Гиззат (1895—1955); Хасан Туфан (1900—1981); прозаик Кави Наджми (1901—1957); Атилла Расих (1916—1996); Ибрагим Гази (1907—1971); Мирхайдар Файзи (1891—1928); Муса Джалиль (1906—1944), самый известный из современных татарских поэтов, с Ильдаром (1941), «Октябрьским балосом» («Дети Октября»), «Кечкенә Иптәшләр» («Молодые товарищи»), «Бараби» («Март», 1925) и «Алтынчеч» («Златовласка», 1941); Ахмед Файзи (1903—1958) и Фатих Хусни (1908—1996).
Позже появятся новые авторы, такие как К. Наджми (1901—1957), Гариф Губай (1907), Рафаил Тухватуллин (1924), Ринат Ярисов (1941), Аяз Гилязов (1928—2002) и Туфан Минуллин (1935—2012); Мухамит Садри (1913); Тауфик Айди (1941—2001), автор книг «Кайда да кадерле» («Признан, где вы находитесь», 1984), «Безгә ни булды?» («Что происходит с нами», 1991) и «Елан угы» («Подделанный язык Змеи», 1991). В 1960 году начинает творческую жизнь член Союза писателей СССР (с 1984 года) Булат Валикович Сулейманов. Он известен как первый профессиональный поэт, писатель и публицист из сибирских татар, посвятивший своё творчество воспеванию своего народа. Ядром жанровой системы поэзии Б. Сулейманова является малая поэтическая форма. Глубокий психологизм отличает прозу Габделя Махмута,  член Союза писателей РФ начинает издавать свои произведениях в периодических изданиях с 1977 года. Герои рассказов Г. Махмута — коренные сибиряки — натуры широкие и многогранные, с богатым мировоззрением, умеющие различать добро и зло, любить, хранить верность и чистоту нравов. Г. Махмут автор книг «Земляки», «От белой змеи» (М., 2001), «Поскреби татарина» (М., 2001), «В сердце Ямала», «На кончике пера», «Неразлей вода» (Екатеринбург, 2011). Живущий и работающий в Казани выходец из сибирских татар Шаукат Гадельша  обращается своей поэзией к родным местам, родным людям. Его стихи сродни народным дастанам.

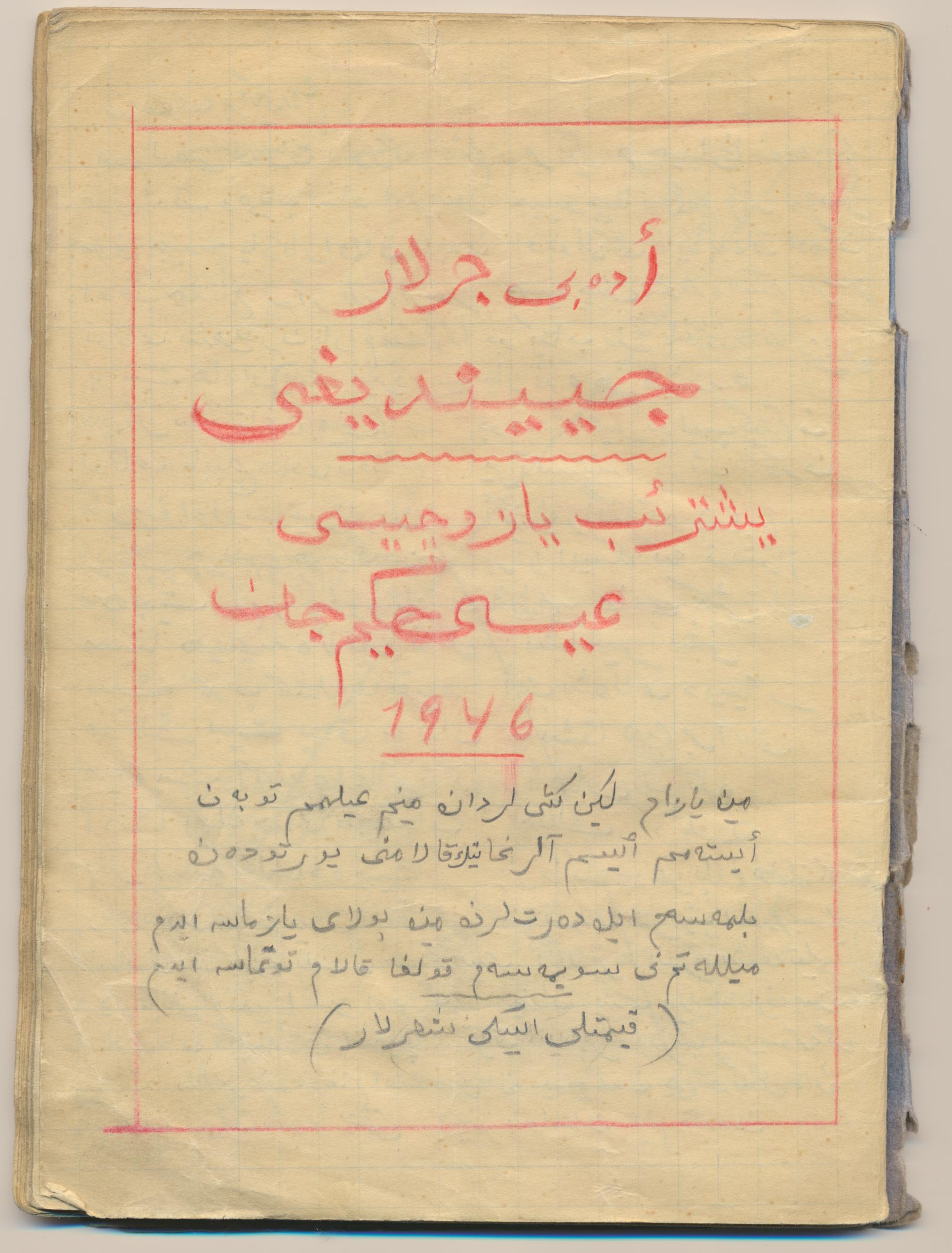
Обложка сборника стихов 1946 года написанная татарским художником Айся Хакимжаном.